# Качча Доминиони, Камилло
Камилло Качча Доминиони (итал. Camillo Caccia Dominioni; 7 февраля 1877, Милан, королевство Италия — 12 ноября 1946, Рим, Италия) — итальянский куриальный кардинал и ватиканский сановник. Префект Дома Его Святейшества и Префект Апостольского дворца с 16 июня 1921 по 16 декабря 1935. Кардинал-дьякон с 16 декабря 1935, с титулярной диаконией Санта-Мария-ин-Домника с 19 декабря 1935. Кардинал-протодьякон с 16 декабря 1935.